# 小行星1060
小行星1060（1060 Magnolia）是一颗围绕太阳公转的小行星。1925年8月13日，卡爾·威廉·萊茵姆特在海德堡发现了此天体。
該小行星以木蘭命名。
这颗小行星的绝对星等为12.62等。